# Bataille de Hab
Période intermédiaire post-Première croisade
Batailles
- Arsouf
- Mélitène
- Croisades de secours
- Ramla (1er)
- Ramla (2e)
- Tripoli
- Harran
- Artah
- Ramla (3e)
- Croisade norvégienne
- Sidon
- Champ du Sang
- Hab
- Azâz
- Ba'rin
- Shaizar
- Édesse

La bataille de Hab (en arabe : معركة هاب) a lieu le 14 août 1119, et voit une armée croisée commandée par le roi Baudouin II de Jérusalem remporter une victoire contestée sur une armée musulmane dirigée par Il Ghazi ibn Ortoq, atabeg d'Alep. La bataille permet de stabiliser la situation la Principauté d'Antioche, qui avait subi une défaite désastreuse quelques semaines auparavant lors de la bataille du Champ du Sang. Baudouin II réussi à reprendre tous les châteaux conquis par Il Ghazi et l'empêche de marcher sur Antioche.

## Contexte
Le 28 juin 1119, l'armée turco-syrienne d'Il Ghazi détruit l'armée d'Antioche à la bataille du Champ du Sang. Après sa victoire, l'armée musulmane capture un certain nombre de bastions dans la principauté latine, mais n'exploite pas complètement son succès : "l'échec d'Il Ghazi à profiter de sa victoire majeure... était dû non seulement à sa propre ivresse ultérieure et prolongée, mais aussi à la dispersion de ses forces parties piller." 
Dès qu'il apprend la nouvelle, le roi Baudoin arrive avec une  armée depuis le nord de son royaume de Jérusalem pour secourir Antioche. Sur le chemin, il est rejoint par un contingent du comté de Tripoli mené par le comte Pons. Baudoin rassemble les restes de l'armée d'Antioche, puis il s'est dirigé vers Zerdana, à 65 kilomètres à l'est d'Antioche, assiégée par Il Ghazi. Alors qu'il campe au point d'eau de Tell Danith, Baldwin apprend la chute de Zerdana. En conséquence, les Croisés se préparent à se replier dans la forteresse de Hab, à environ 25 kilomètres au sud-ouest de Zerdana.

## Bataille
Le matin du 14 août, Baudoin déploie l'armée croisée pour une retraite en rase campagne. En tête, trois escadrons de 700 chevaliers précèdent quelques milliers de fantassins, composés d'archers et de lanciers. Le comte Pons avec ses chevaliers tripolitains garde le flanc droit. Un corps de chevaliers d'Antioche sous le commandement de Robert de Saône, seigneur de Zeralda, protège le flanc gauche. D'autres chevaliers d'Antioche constituent l'arrière-garde. Baudoin la réserve, constituée de chevaliers de Jérusalem.
Les Artukides espèrent amener la cavalerie franque à lancer une charge prématurée, ou bien ouvrir des brèches dans la formation d'infanterie ennemie. Lorsqu'une opportunité favorable se présente, ils comptent se rapprocher pour engager l'ennemi à la lance et à l'épée. 
Comme prévu, les archers à cheval musulmans commencent à harceler la colonne à l'aube. Les attaques d'Il Ghazi augmentent rapidement en intensité et l'armée croisée est immobilisée assez tôt dans la journée. Les trois escadrons d'avant-garde sont dispersés et le corps principal de l'infanterie latine est sérieusement attaqué. L'infanterie se défend vigoureusement, mais, sans le soutien de la cavalerie, subit de lourdes pertes.
Sur le flanc gauche, Robert de Saône défait la force qui lui est opposée. Mais, après avoir poursuivi les musulmans, il part avec ses chevaliers pour étudier la possibilité de reprendre sa forteresse de Zerdana. Pendant ce temps, les chevaliers du comte Pons sont dispersés et certains s'enfuient jusqu'à Antioche et Tripoli, annonçant la nouvelle d'un désastre. Le comte Pons et une poignée de chevaliers rejoignent la réserve de Baudoin où ils poursuivent le combat.
Grâce à l'utilisation habile de sa réserve, Baudoin sauve la situation. En intervenant sur chaque secteur menacé, il maintient la cohésion de son armée pendant le combat. Finalement, les Turco-Syriens admettent leur défaite et battent en retraite.

## Conséquences
Malgré la victoire serrée de Baudoin, les croisés subissent de lourdes pertes. On peut supposer que l'armée turque a également subi des pertes sévères, car Il Ghazi retire ses hommes du combat, tout en revendiquant néanmoins la victoire. Un historien note que, «sans opposition, Baudoin a pu reprendre certains des lieux perdus». Stratégiquement, c'est une victoire chrétienne qui préserve la principauté d'Antioche pour plusieurs générations. Le prochain engagement majeur dans la région sera la bataille d'Azaz en 1125.